# Uwe Timm
Uwe Hans Heinz Timm (Hamburg, 30 maart 1940) is een Duits schrijver, die onder andere bekend is van de roman Am Beispiel meines Bruders (in het Nederlands verschenen als Mijn broer bijvoorbeeld) en het kinderboek Rennschwein Rudi Rüssel (Rudi het racevarken).

## Biografie
Uwe Timm is de jongste zoon van zijn gezin. Zijn 16 jaar oudere broer was soldaat bij de Waffen-SS en lid van de Totenkopfdivisie en overleed in 1943 in Oekraïne. Vele jaren later, in 2003, schreef hij hier het boek Am Beispiel meines Bruders (Mijn broer bijvoorbeeld) over, waarin hij de relatie met zijn vader en zijn broer beschrijft.
Nadat hij een tijd gewerkt had als bewerker van bont, ging Timm in 1963 Duits en wijsbegeerte studeren aan de Ludwig Maximilian Universiteit in München en aan de Sorbonne in Parijs. Hij ontving in 1971 zijn PhD met het proefschrift Het absurditeitsprobleem in de werken van Albert Camus. Tijdens zijn studie was Timm betrokken bij linkse activiteiten in de jaren 60 van de twintigste eeuw. Hij werd lid van de Sozialistische Deutsche Studentenbund (Socialistische Duitse Studentenbond, SDS) en ging om met Benno Ohnesorg, die in 1967 werd doodgeschoten bij een studentendemonstratie in West-Berlijn. Van 1973 tot 1981 was Timm lid van de Deutsche Kommunistische Partei (Duitse Communistische Partij).
In de jaren na zijn studie werd hij gevraagd als writer in residence voor verschillende universiteiten in Engelstalige landen: in 1981 voor de Universiteit van Warwick, in 1994 voor de Universiteit van Swansea en in 1997 voor de Washington University in St. Louis. Ook is hij docent geweest aan universiteiten in Paderborn, Darmstadt, Lüneburg en Frankfurt.

## Schrijfstijl
Timm gaf zijn eerste werk uit in 1971 en werd bekender voor een groter publiek in Duitsland nadat zijn kinderboek Rennschwein Rudi Rüssel was verfilmd. Vandaag de dag is hij een van de meest succesvolle hedendaagse schrijvers in Duitsland. Timm noemt zijn schrijfstijl die men roemt die Ästhetik des Alltags, de esthetiek van alledag. Hij gebruikt weinig moeilijke woorden en maakt veel eenvoudige zinnen en probeert zo vertelde verhalen na te bootsen. Zijn werken hebben vaak een indirect verband met elkaar doordat bijfiguren van het ene verhaal de hoofdpersoon zijn in andere verhalen. Zo speelt het karakter Frau Brücker een kleine rol in Johannisnacht, maar wordt zij de hoofdpersoon in Die Entdeckung der Currywurst. Ook zijn de werken van Timm vaak gedeeltelijk autobiografisch en hebben te maken met of spelen zich af in het Duitsland van vroeger.

### Poëzie
- Widersprüche (1971)
- Wolfenbütteler Straße 53 (1977)

### Proza
- Heißer Sommer (1974)
- Morenga (1978)
- Kerbels Flucht (1980)
- Die Zugmaus (1981)
- Die Piratenamsel (1983)
- Der Mann auf dem Hochrad (1984)
- Der Schlangenbaum (1986) — Nederlandse uitgave: De slangenboom (1987, ISBN 90-5093-021-2)[3]
- Rennschwein Rudi Rüssel (1989) — Rudi renvarken (2000, ISBN 978-9031715701)[3]
- Vogel, friss die Feige nicht (1989)
- Kopfjäger (1991)
- Erzählen und kein Ende (1993)
- Die Entdeckung der Currywurst (1993) — De ontdekking van de curryworst (2005, ISBN 978-9057592867)[3]
- Der Schatz auf Pagensand (1995)
- Johannisnacht (1996) — Sint-Jansnacht (1997, ISBN 978-9069350097)[3]
- Nicht morgen, nicht gestern (1999)
- Rot (2001) — Rood (2006, ISBN 978-9057592614)[3]
- Am Beispiel meines Bruders (2003) — Mijn broer bijvoorbeeld (2004, ISBN 978-9057593215)[3]
- Der Freund und der Fremde (2005)
- Halbschatten (2008) — Halfschaduw (2010, ISBN 978-9057593093)[3]
- Von Anfang und Ende (2009)
- Freitisch (2011)
- Vogelweide (2013) — De macht van begeerte (2014, ISBN 978-9057596674)[3]
- Ikarien (2017) — Icarië (2018, ISBN 978-9057599255 )

## Prijzen
Uwe Timm ontving - met name in Duitsland - veel prijzen. Zo kreeg hij onder andere de literatuurprijs van de steden München en Bremen, de Duitse Jeugdliteratuurprijs voor Rennschwein Rudi Rüssel, de Tukan-Preis voor Rot, de Schubart-Literaturpreis en de Jakob-Wassermann-Literaturpreis. Ook in Italië leverde zijn werk prijzen op; in 2006 kreeg hij voor zijn boek Rot zowel de Premio Napoli als de Premio Mondello van de stad Palermo.

## Film en TV
Meerdere van Timms boeken zijn verfilmd of bewerkt tot tv-serie. Zo werden Die Zugmaus en Kerbels Flucht beide in 1984 verfilmd voor televisie. Van Morenga, een boek over de Duitse koloniale tijd, werd een jaar later een film gemaakt. Rennschwein Rudi Rüssel werd verfilmd in 1995 en in 2007 ging het vervolg daarop in première onder de naam Rennschwein Rudi Rüssel 2 - Rudi rennt wieder! Van hetzelfde boek werd ook een televisieserie gemaakt, in Nederland uitgezonden als Rudi het racevarken door de TROS op Zapp. Ook Die Entdeckung der Currywurst werd verfilmd, in 2008.

## Vertalingen
De boeken van Uwe Timm zijn in veel talen vertaald. Die Entdeckung der Currywurst is zelfs in meer dan 20 talen uitgegeven, onder andere in het Deens, Engels, Frans, Italiaans, Nederlands, Noors, Pools, Russisch, Spaans, Tsjechisch, Oekraïens en Hongaars.